# Bob Kurland
Robert Albert Kurland, detto Bob (St. Louis, 23 dicembre 1924 – Sanibel, 29 settembre 2013), è stato un cestista statunitense, attivo nella NCAA e nella AAU e campione olimpico nel 1948 e nel 1952.

## Carriera
Con gli Stati Uniti ha disputato due edizioni dei Giochi olimpici (Londra 1948, Helsinki 1952).

## Palmarès
- 2 volte campione NCAA (1945, 1946)
- 2 volte NCAA Final Four Most Outstanding Player (1945, 1946)
- 3 volte campione AAU (1947, 1948, 1950)
- 4 volte campione NIBL (1949, 1950, 1951, 1952)